# Damias choiseuli
Damias choiseuli là một loài bướm đêm thuộc phân họ Arctiinae, họ Erebidae.